# Ludbreg
Ludbreg est une ville et une municipalité située dans le comitat de Varaždin, en Croatie. Au recensement de 2001, la municipalité comptait 8 668 habitants, dont 96,14 % de Croates et la ville seule comptait 3 465 habitants.

## Histoire
L'emplacement apparaît en 1320 en tant que Château (castrum) Ludbreg. L'agrandissement lui vaut le nom de "Lubring" puis "Lobring" (dérivé d'un croisé nommé "Loring" sans doute, le noble hongrois Ludbregi Miklós (1290c–1357)).
Cette ancienne cité romaine de plaine, sur une large boucle de la Drave (bassin de la Podravina), au pied des monts de la Bilogora (forêts, sylviculture, gibier), maintient les techniques thermales et le pèlerinage ancien (1411, à la suite d'un miracle eucharistique, confirmé en 1513) à l'église de la Sainte Trinité (gothique, de 1650 peut-être, agrandie d'une galerie en 1779, et remaniée en 1829). La chapelle du Très-Précieux-Sang-de-Jésus, promise en 1739, a été consacrée en 1994.
La promotion du tourisme local passe par la désignation de Ludbreg comme centre du monde.
Un atelier de restauration réputé est hébergé dans le château rénové de la famille noble Batthyány (en croate : Baćan).
Un trop modeste musée d'art naïf croate y est installé.
La région est renommée également pour sa viticulture : Riesling et Graševina.

## Localités
La municipalité de Ludbreg compte 12 localités : 
- Apatija
- Bolfan
- Čukovec
- Globočec Ludbreški
- Hrastovsko
- Kućan Ludbreški
- Ludbreg
- Segovina
- Selnik
- Sigetec Ludbreški
- Slokovec
- Vinogradi Ludbreški

## Galerie

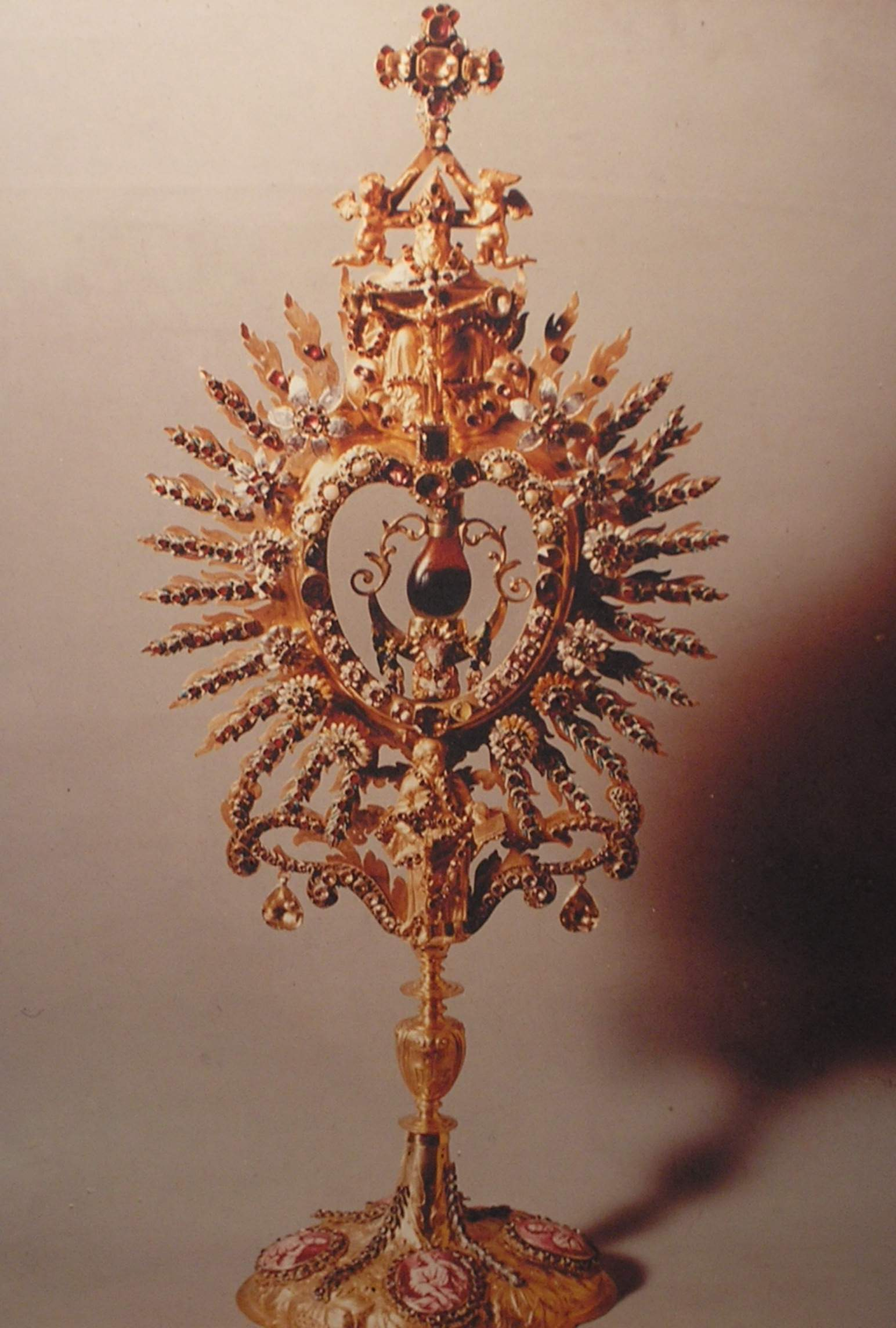
Reliquaire du Sang Sacré (18e s.)
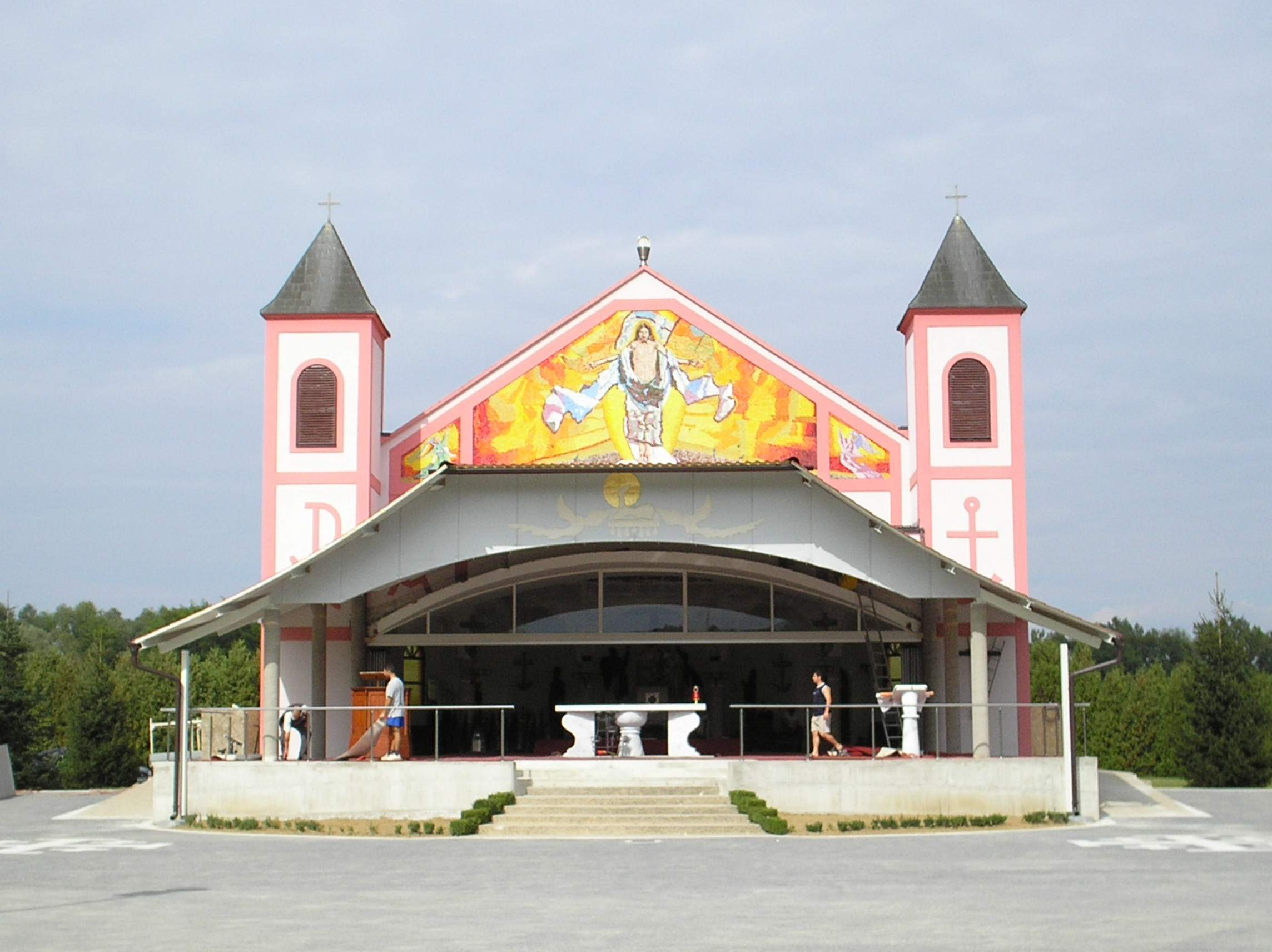
Chapelle du Sacré-Coeur
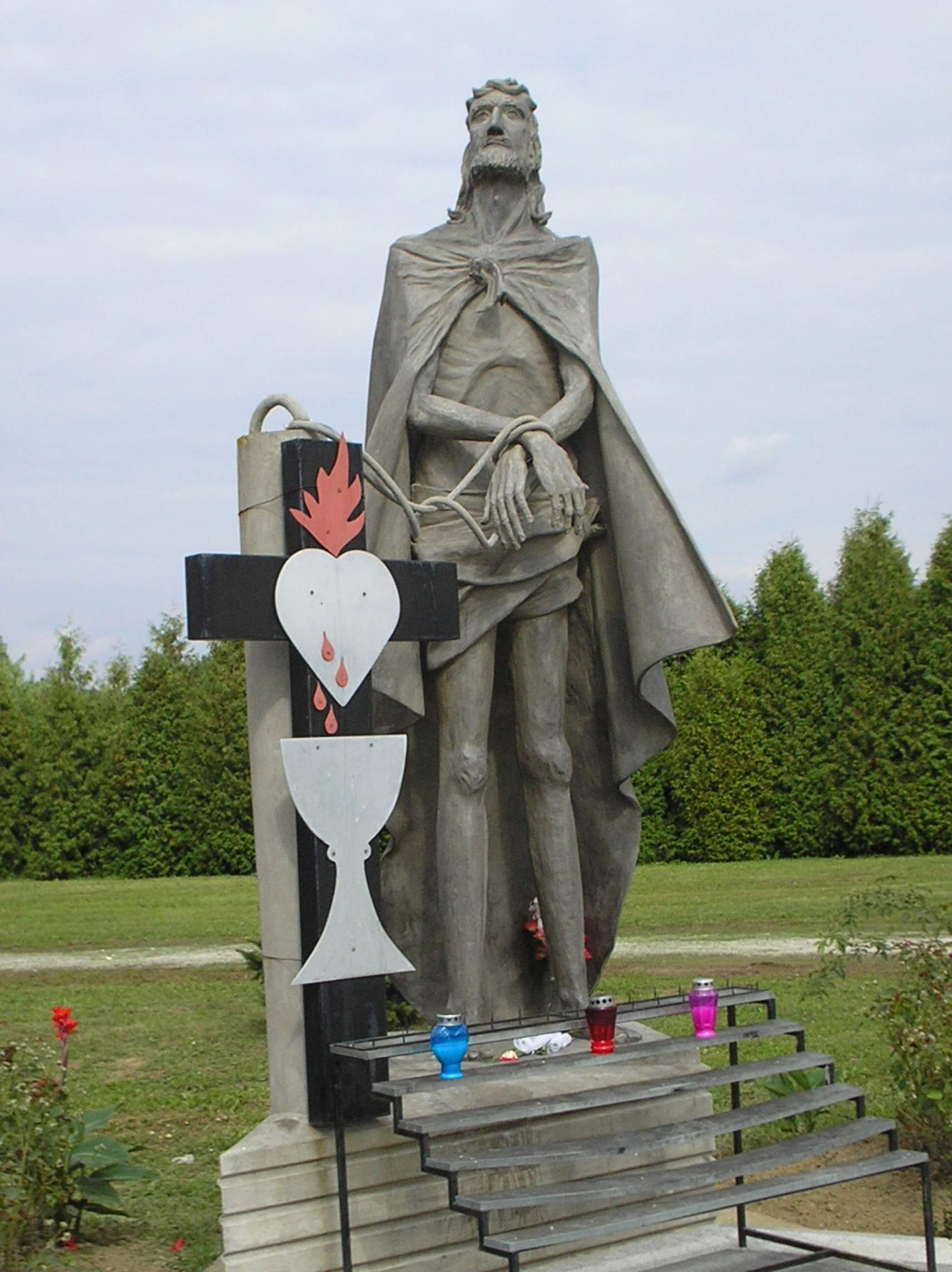
Statue de Jésus
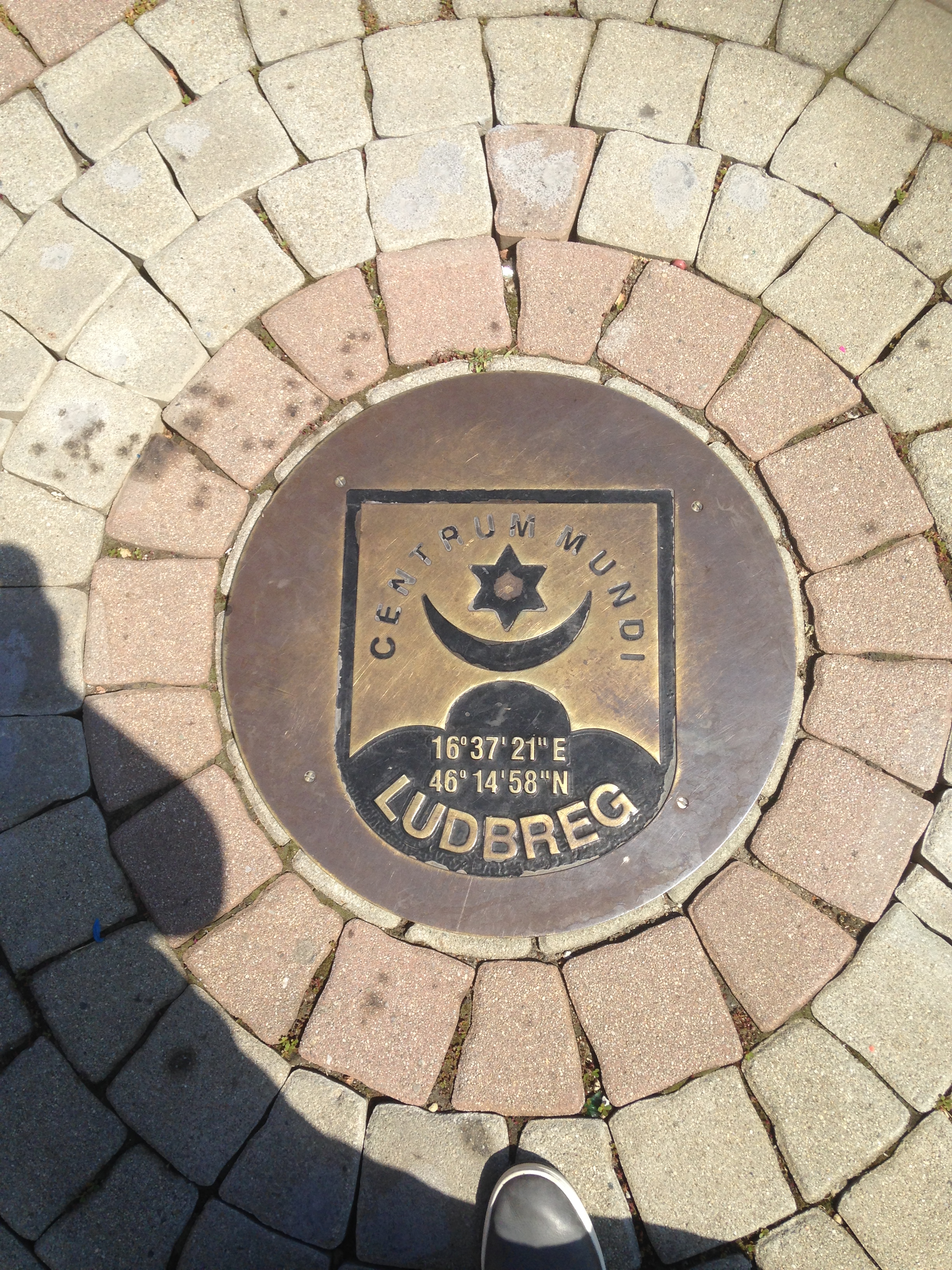
Ludbreg, centre du monde